# ميشيل زينك (روائية)
ميشيل زينك (بالإنجليزية: Michelle Zink)‏ (30 نوفمبر 1969)؛ كاتِبة وروائية أمريكية.